# Bertula
Bertula is een geslacht van vlinders van de familie spinneruilen (Erebidae).

## Soorten
- B. abjudicalis Walker, 1858
- B. albipunctata Wileman, 1915
- B. aterena de Joannis, 1929
- B. atrirena Hampson, 1929
- B. bidentata Wileman, 1915
- B. bisectalis Wileman, 1915
- B. carta Swinhoe, 1902
- B. centralis Wileman, 1915
- B. contrastans Hampson
- B. crucialis Felder
- B. delosticha Swinhoe, 1906
- B. dentilineata Hampson
- B. depressalis Snellen
- B. erectilinea Swinhoe, 1902
- B. excelsalis Walker, 1865
- B. figurata Hampson, 1898
- B. fulgurata Hampson
- B. fulvistrigalis Warren, 1912
- B. grimsgaardi Strand, 1919
- B. hadenalis Moore, 1867
- B. heteropalpia Hampson, 1912
- B. hisbonalis Walker, 1858
- B. impuralis Hampson, 1898
- B. incisa Wileman, 1915
- B. incongruens Butler, 1879
- B. inconspicua Swinhoe, 1902

- B. insignifica Rothschild, 1920
- B. kosemponica Strand, 1922
- B. latifasciata Hampson, 1895
- B. madida Swinhoe, 1904
- B. mimica Hampson
- B. nyctiphanta Turner, 1936
- B. obliqua Wileman, 1911
- B. partita Hampson, 1891
- B. persimilis Wileman, 1915
- B. poliostigma Hampson
- B. restricta Moore, 1882
- B. retracta Galsworthy, 1997
- B. rostrilinea Prout, 1928
- B. rufibasis Hampson
- B. saïgonensis Lemée, 1950
- B. suisharyonis Strand, 1920
- B. terminalis Wileman, 1915
- B. tespilalis Walker, 1858
- B. vialis Moore, 1882